# María de Mendoza
María de Mendoza (Soria, h. 1550/1552 -Madrid, 18 de enero de 1572), dama de la infanta y princesa viuda de Portugal Juana de Austria, fue amante de Juan de Austria y dio a luz una hija de él, María Ana de Austria.

## Biografía
Hija de Sebastián de Peñaranda, perteneciente a uno de los doce linajes sorianos, y de Catalina de Mendoza, emparentada con los condes de Coruña, y avecindados en San Esteban de Gormaz (Soria).
Siendo María de Mendoza dama de la princesa Juana de Austria, conoció a Juan de Austria, medio hermano de la princesa (ambos eran hijos de Carlos I). María y Juan empezaron un breve escarceo amoroso, hasta que ella se quedó embarazada de Don Juan.

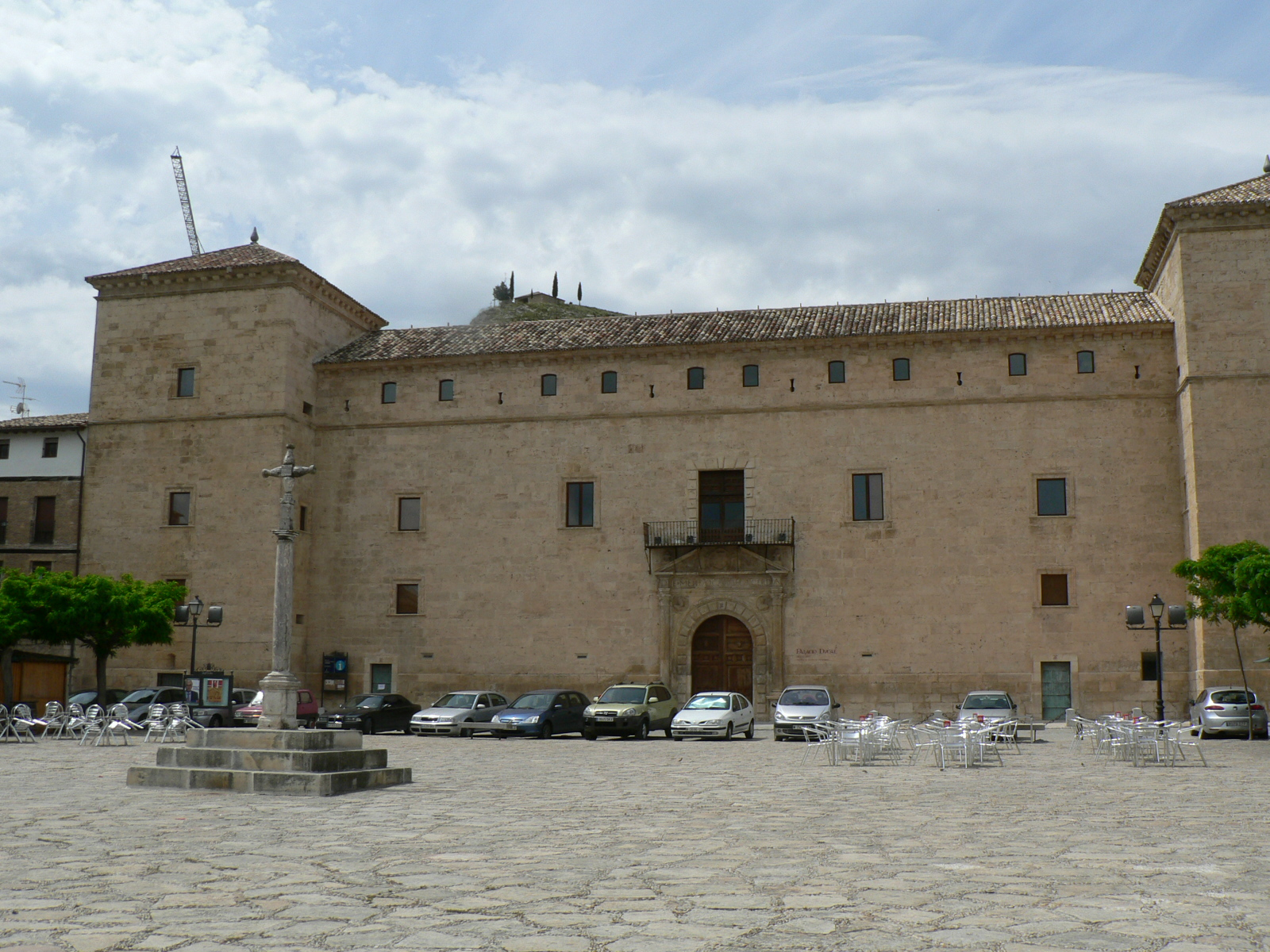
Palacio Ducal de Pastrana, donde María de Mendoza se retiró para dar a luz en secreto a María Ana de Austria y también, lugar del encierro de la princesa de Éboli.

María de Mendoza se retiró de la vida de la corte para no levantar sospechas, con la excusa de estar enferma y débil y así poder dar a luz, en 1568, a su hija, en la casa de su pariente, la princesa de Éboli: María Ana de Austria, que fue religiosa y abadesa del Monasterio de Las Huelgas.
Dos días después del parto la niña fue entregada a Magdalena de Ulloa en el palacio de la princesa de Éboli, para ser educada en secreto al igual que hizo su padre, Carlos I, con Juan de Austria. A la muerte de Juan de Austria, Felipe II se entera de la existencia de la niña y le da el apellido Austria.
En cuanto a María de Mendoza, no volvió a ver más a Juan de Austria. Pasó una larga temporada en Pastrana en casa de la princesa de Éboli, y con el pretexto de su salud delicada, se fue retirando poco a poco de la corte sin llamar la atención de nadie. 
Es probable que acabase sus días en un monasterio, pudiendo haber sido una de las grandes damas de la nobleza castellana.